# 原野

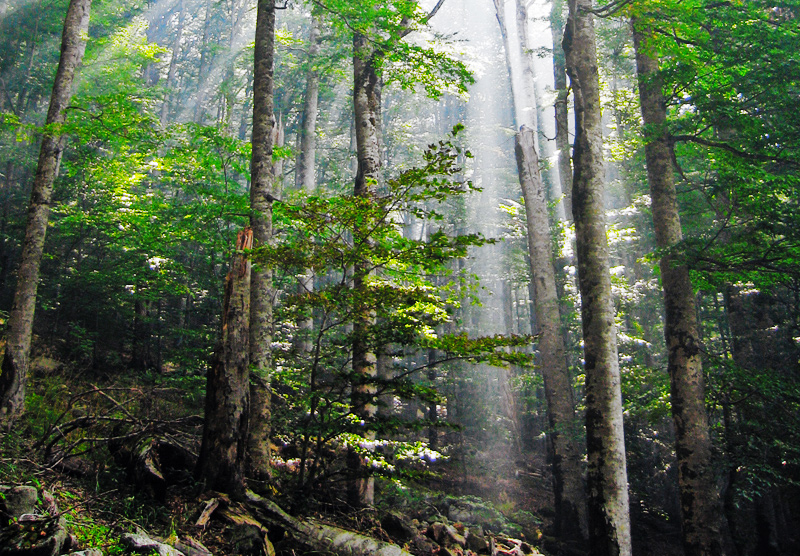
蒙特內哥羅的原生山毛櫸森林

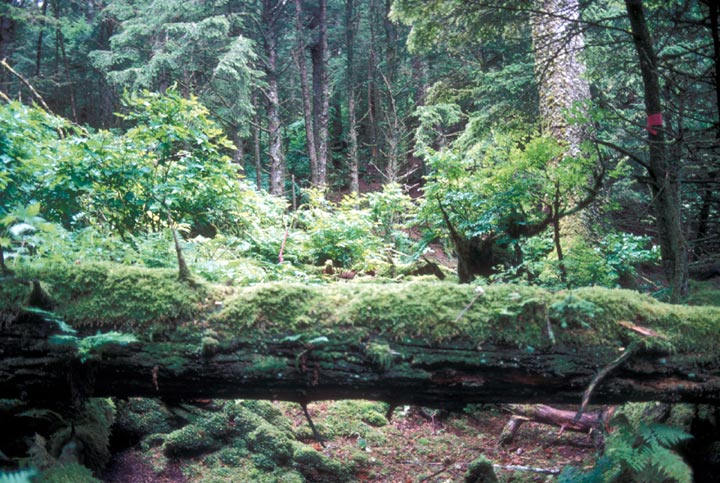
美國阿拉斯加福斯特島

原野泛指地球上尚未受到大規模人類活動改造的自然地帶，也可以被定義為：「最完好也最未受干擾，不受人類的控制、道路或管線的開發，與工業設施入侵的自然地帶。」
原野地帶往往受到人類保護，因其往往是珍貴物種的棲地，或具有獨特的自然景觀與豐富的物種多樣性，而這些都是難以在都市、實驗室或動物園內重現的。原野也常保存人類最初始的文化遺蹟、精神與審美觀。
在世界自然保護聯盟（IUCN）的分類中，原野被分成兩種，即受嚴格保護的自然保護區與未受嚴格保護的荒野。而在先進國家中，則往往會透過法律來保障原野的不受破壞，如美國、澳洲、加拿大、紐西蘭或南非都為原野設有自然保護區或國家公園來保護它們免受人類文明的影響。

## 歷史
透過繪畫可以讓人知道原野在世界歷史上佔有重要的一席之地。如中國在唐朝時開始出現園林建築，而畫家則透過描繪山水景色學會將自然作為一個整體，並在此基礎上了解自然的法則。
而在西方國家，相同的概念則始於19世紀。英國畫家約翰·康斯特勃與透納將其注意力轉向自然世界——這片在以往被視為危險、野蠻的地帶。重視自然逐漸成為西方文明的一個部份。例如在環保意識高漲下，美國在1964年立法通過《荒野保護法》，允許部份美國領土內的森林被指定為自然保護區。
然而，到了21世紀，環保意識從理論轉向實際。環保主義者開始發現僅透過立法保護原野是沒有用的，加州中央谷地上的都市煙霧瀰漫在克恩峽谷與紅杉國家公園間。即使透過法律保障它們免受開發，但周圍都市的污染仍使原本乾淨的原野蒙上陰影。

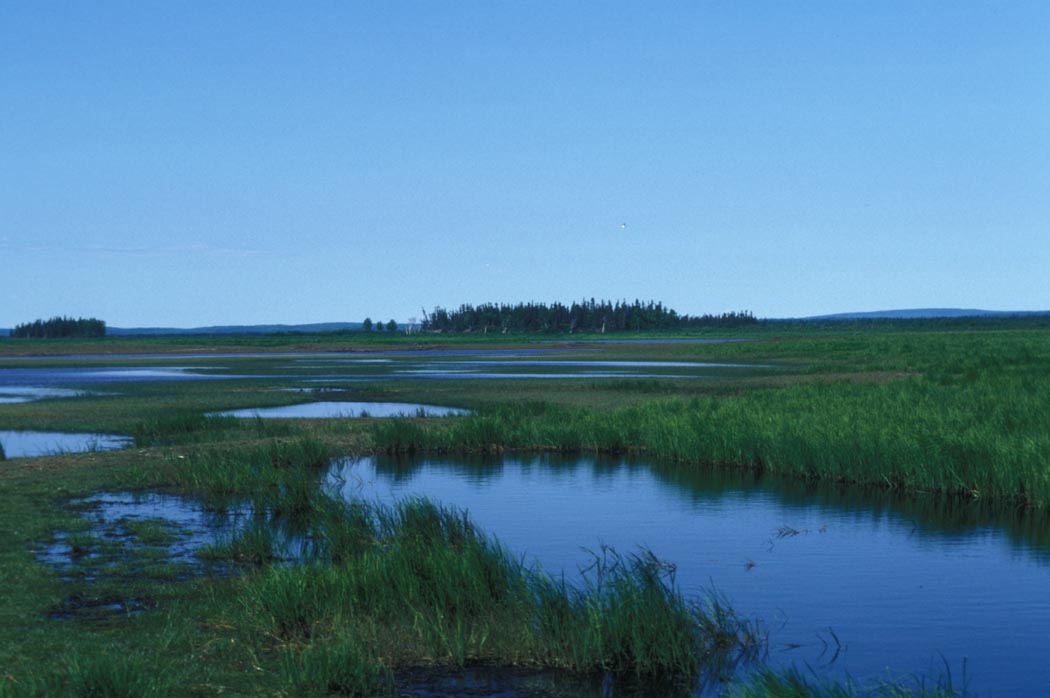
美國阿拉斯加因諾科荒原，攝於夏季

### 歷史上的原野保護
早在中國的春秋時期，孔子就有「釣而不綱，弋不射宿。」的想法，到了戰國時期，孟子更提出「數罟不入洿池，魚鱉不可勝食也；斧斤以時入山林，林木不可勝用也。」的概念，藉以限制對環境的過度開發。而在秦朝則頒布《田律》，以公權力保障原野的適度開發。英國國王亨利八世則在1543年頒布西方世界第一個環境保護法令，規定不可以砍伐太小的橡樹。儘管當時亨利八世並非只因保護原野而頒布這條法令，然而這條法律依然成為後世環境保護理論的起源。
到了19世紀，詩人威廉·華茲華斯與其他浪漫主義者開始關注起「過度的工業化與都市化發展」並呼籲大眾應保留下美好的自然環境。他們的呼聲取得了一些回響，例如德國在19世紀中葉開始有了保護環境的措施。而在美國，許多政治家與作家也開始注目起原野的減少，著名的包括有美國前總統西奧多·羅斯福、博物學家約翰·巴勒斯與約翰·繆爾等。

### 國家公園

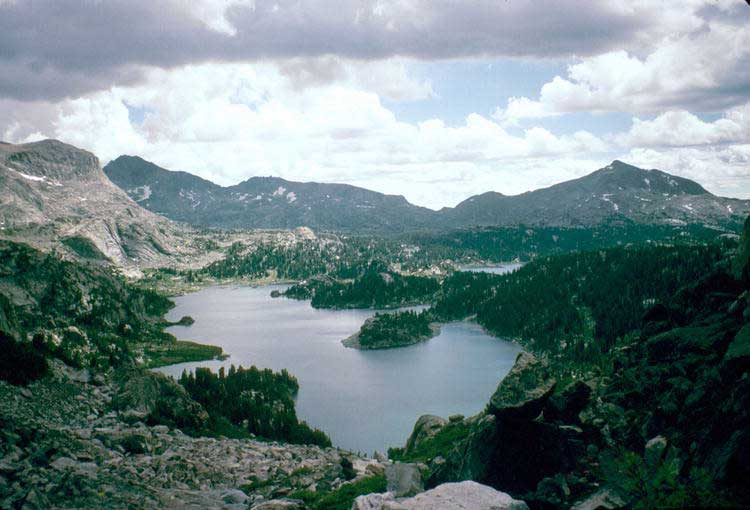
美國懷俄明州布里德－蒂頓國家森林公園中的庫克湖（Cook Lake）

設立國家公園的概念始於19世紀，人們開始注意起聚落外深具吸引力的絕美風景，然而也注意到自身的科技與工業發展正逐步破壞這樣的美景，進而造成汙染與物種減少的危機，各國紛紛訂立環境保護法規以保護自然地帶。美國在1872年成立世界上第一個國家公園——黃石國家公園。繼之澳洲在1879年於雪梨南方25公里處成立皇家國家公園，是世界上第二個國家公園。
美國的這一概念很快影響到鄰國加拿大，1880年班夫國家公園成立，隨著北美兩國各自的太平洋鐵路的興建，更多人能夠從大西洋岸欣賞與接觸到位於太平洋岸的美景。在老羅斯福就任美國總統後，他開始擴大國家公園體系，並成立全國森林管理系統。

### 保育與保護
在20世紀初的環境保護者間出現兩個對立的派別，即主張「適當利用原野」的環境保育者與主張「保護自然不受開發」的環境保護者。後者旨在規範人類對自然環境的利用，同時設法消除人類活動的痕跡。
此一想法獲得相當多的認同，如1930年代的美國作家奧爾多·利奧波德便呼籲人們重視「土地倫理」。原野的消逝已愈來愈迅速，必須要採取更果斷的行動來拯救它們。在50年代至60年代，人們更加注意起這件事的嚴重性。如世界自然基金會（WWF）成立於1961年，是當今世界上最大的環境保護組織。
1960年代瑞秋·卡森出版的《寂靜的春天》同樣吸引起人們的目光，許多環保團體如塞拉俱樂部開始對政府施加壓力以喚起政府對環保的注意。
隨著時代變遷，環境保護不再只限於原野，例如巴西過度砍伐熱帶雨林，或加拿大境內的寒帶針葉林保護問題都受到重視。加拿大國會更立法設置北方森林保護框架，保護該國境內50%的寒帶針葉林。

## 保護現況

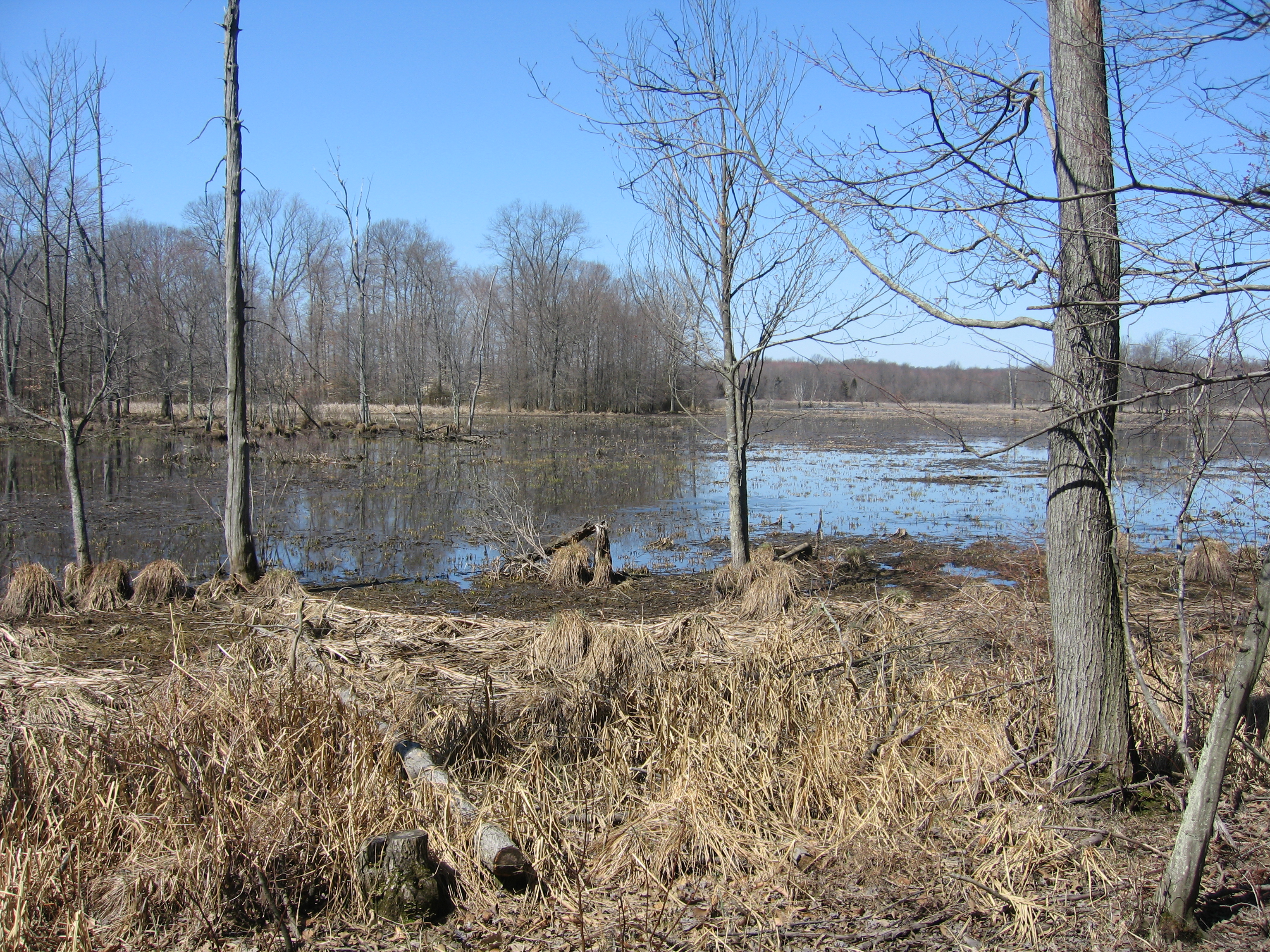
新澤西州大沼澤

### 紐西蘭
在1980年的《國家公園法》及1987年的《保護法》中明訂七個原野地帶受到保護。原野不能受到任何人為干預，包括外來物種的引進。

### 美國
在美國，原野地會被國會指定為聯邦屬地。人類只能因科學研究或非機械化娛樂而在原野地活動。除了馬可作為代步工具外，任何運輸工具（包含自行車）都不能進入。
美國在1964年通過《原野法》，是第一個將原野指定保護的國家。該法有助於保護動植物與自然狀態下不受開發的土壤與水源。第一個受到「避難指定」的原野是新澤西州的大沼澤，將當地居民捐贈的土地成立公園以作保護。今日，該公園面積已達31平方公里。
對原野的指定保障它的原始性，而沒有人類的居住與開發。在美國有約400萬平方公里（約100萬英畝）的土地被指定為原野，受到聯邦保護。佔聯邦領土的4.7%。但其中約54%的荒野集中在阿拉斯加，美國本土只佔約2.58%。

## 統計

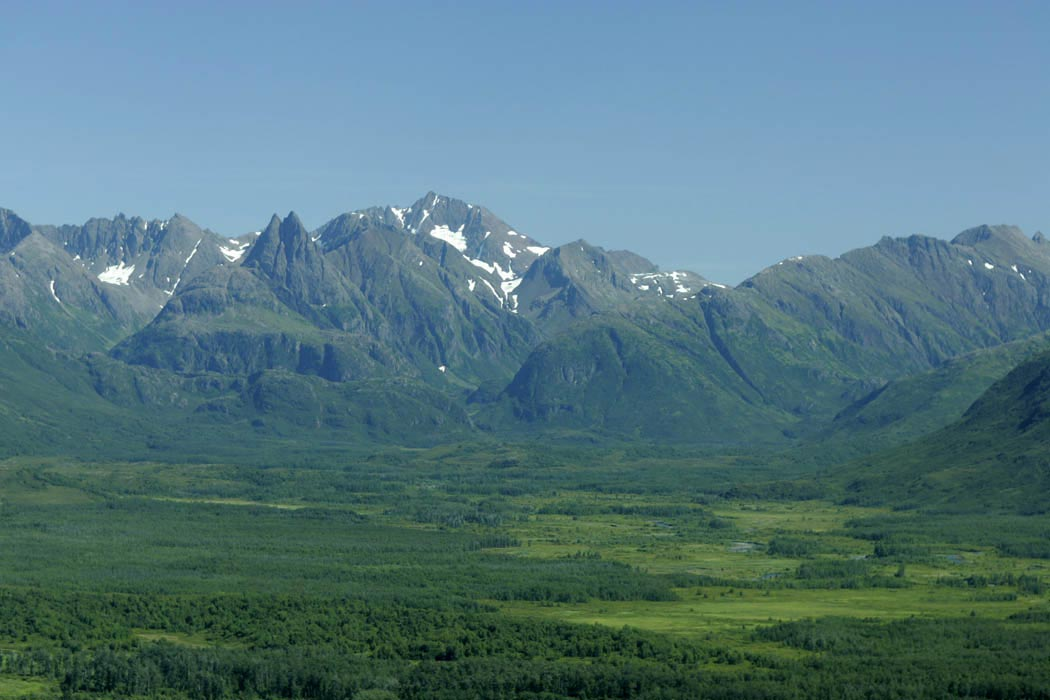
美國阿拉斯加托賈克野生動物保護區內的阿克倫山脈與托賈克原野

根據非營利組織保護國際的研究《荒野：地球上最後的原野地》中所述，原野佔世界陸地面積的46%。在此份研究的報告中，原野被定義為：「一個地區含有70%以上的原生植被，並至少有100萬平方公里（約3,861平方英里）的面積。人口需少於每平方公里五人。」然而，聯合國環境署與世界自然保護聯盟在2003年發表的報告發現，只有10.9%的地表可被歸類為第一級保護區。也就是說，無論是「嚴格的自然保護區」（5.5%）或「受保護的原野」（5.4%）都難免會有人類活動的痕跡。當然，國家公園或其它自然保護區也可以被算進原野的範疇，但多數保護區仍多少有人類的開發與破壞，因此判斷正確的原野面積是相當困難的。
野生動物保護協會使用「人類足跡」（Human footprint）來計算原野的範圍，其計算公式包括人口密度、人類行經的道路與河流的長度、農業設施和聚落的存在、光害範圍等。根據該協會估計，全球有26%的地表屬於「最後的原野」，包括苔原或針葉林、亞馬遜雨林、青藏高原、澳大利亞內地、撒哈拉沙漠與戈壁沙漠等地。
這份研究指出：原野的面積和其「質」往往不成比例，例如較貧瘠地區就擁有較低的生物多樣性。最後所殘留下來的原野，如針葉林就佔據北半球11%的土地面積。然而人類開發的速度愈來愈快，使當地的生物多樣性正急遽減少。

## 外部連結

### 關於原野
- Wilderness Information Network（页面存档备份，存于）（英文）
- Wilderness Articles, Survival Techniques, Edible Plants （页面存档备份，存于）（英文）
- CFACT（英文）
- The Wilderness Act of 1964, USA（页面存档备份，存于）（英文）
- Community of Outdoor Enthusiasts Provides Real Life Experiences and Educational Articles[永久]（英文）
- Wilderness Task Force/World Commission on Protect Areas（页面存档备份，存于）（英文）
- Leave No Trace center for outdoor ethics （页面存档备份，存于）（英文）
- Campaign for America's Wilderness（页面存档备份，存于）（英文）

### 定義
- The Definition of Wilderness（英文）
- Detailed maps of United States wilderness designations（英文）
- What is Wilderness?（英文）
- Wilderness and the American Mind（英文）
- The Meaning of Wilderness（英文）
- The Trouble with Wilderness; or, Getting Back to the Wrong Nature （页面存档备份，存于）（英文）